# 大阪府道204号堺阪南線
大阪府道204号堺阪南線（おおさかふどう204ごう さかいはんなんせん）は、大阪府堺市堺区から阪南市に至る一般府道である。

## 概要
堺市堺区大浜北町3丁から阪南市下出（しもいで）に至る。
昭和戦前期にいわゆる大正国道の国道16号の新道として敷設され、引き続いて昭和国道の国道26号に指定されていた道路の一部区間にあたる。1983年（昭和58年）に国道26号の新道となる第二阪和国道が現在の阪南市自然田まで開通したことを受けて同年4月1日から一般府道となったが、現在も「旧・国道26号」に類する通称で呼ばれることが多い。なお、「旧・国道16号」に類する通称で呼ばれることはない。
大正国道の国道16号は、明治国道の国道29号に引き続いて紀州街道が認定路線となっていたが、1926年の大阪府による十大放射路線計画に国道16号の新道となる当路線の敷設が盛り込まれた。同時期の大阪市による御堂筋の拡幅や大阪市道難波住吉線の敷設とも連動するもので、のちに国道2号との分岐点が難波橋（堺筋＝紀州街道）から淀屋橋（御堂筋）に変更されている。
また、現在の泉佐野市鶴原以南については紀州街道から分岐して海沿いに進路を取る孝子越街道に沿ったルートを選択している。鶴原以南において孝子越街道に沿ったルートを選択したのは明治時代に敷設された鉄道の南海本線のほうが先であり、南海本線と並走する当路線には南海本線の駅名が入る「◯◯駅前交差点」や「◯◯駅下り交差点」が複数存在する。
堺市内は4車線であるが、高石市に入ると間もなく2車線に減じる。

### 路線データ
- 起点：大阪府堺市堺区大浜北町3丁（大浜北町交点、国道26号交点、大阪府道2号大阪中央環状線・大阪府道34号堺狭山線起点、大阪府道195号堺港線終点）
- 終点：大阪府阪南市下出（下出北交差点、大阪府道256号東鳥取南海線上、和歌山県道・大阪府道752号和歌山阪南線交点）

## 路線状況

### 通称
- 海岸通り（大浜北町交点 - 石津北交点）
- 旧26号線（「にーろく」「きゅうにーろく」「きゅうに」「きゅろく」）

### 重複区間
- 大阪府道34号堺狭山線（堺市堺区大浜北町3丁・大浜北町交差点 - 堺市西区浜寺石津町西2丁・石津北交差点）
- 大阪府道・和歌山県道63号泉佐野岩出線（泉佐野市下瓦屋3丁目・井原の里駅下り交差点 - 泉南市樽井2丁目・樽井交差点）
- 大阪府道256号東鳥取南海線（泉南市男里（おのさと）4丁目・男里川交差点 - 阪南市下出・下出北交差点（終点））

### 道路施設

#### 橋梁
- 石津川橋（石津川、堺市西区）
- 新羽衣橋（芦田川、高石市）
- 大津川橋（大津川、泉大津市 - 泉北郡忠岡町）
- 春木橋（春木川、岸和田市）
- 昭代橋（津田川、貝塚市）
- 近木川橋（近木川、貝塚市）
- 鶴澤橋（見出川、貝塚市 - 泉佐野市）
- 樫井川橋（樫井川、泉南市、大阪府道・和歌山県道63号泉佐野岩出線重複区間内）
- 男里川橋（男里川、泉南市 - 阪南市）

## 地理

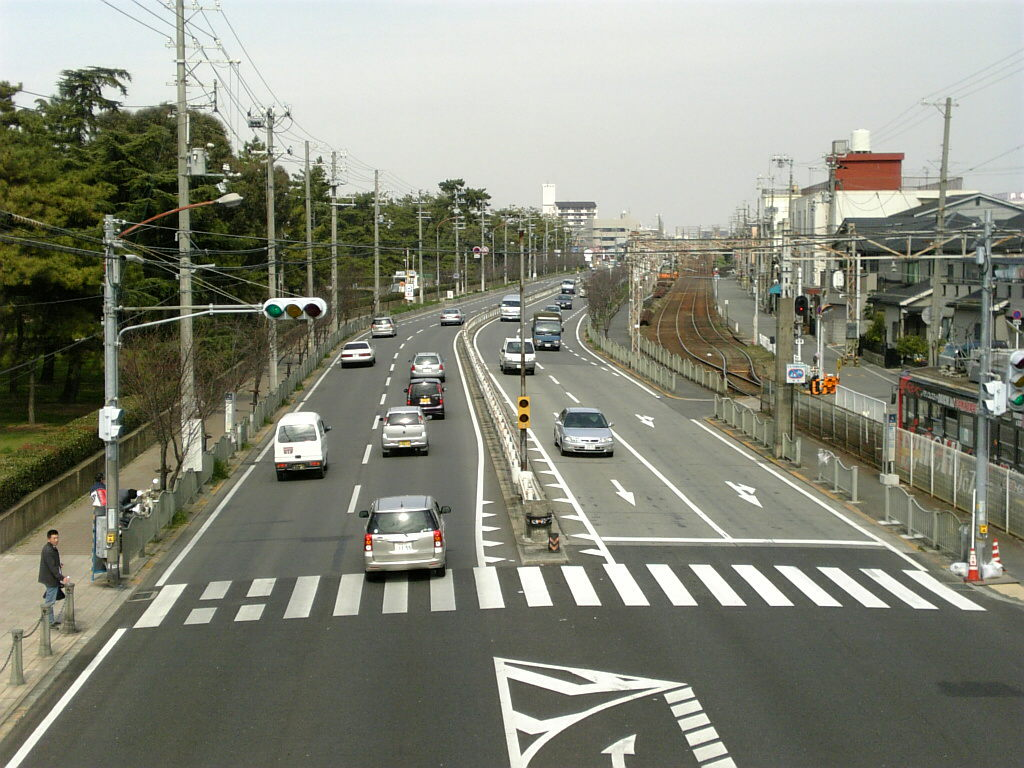
大阪府道204号堺阪南線
堺市西区浜寺公園駅前交差点付近

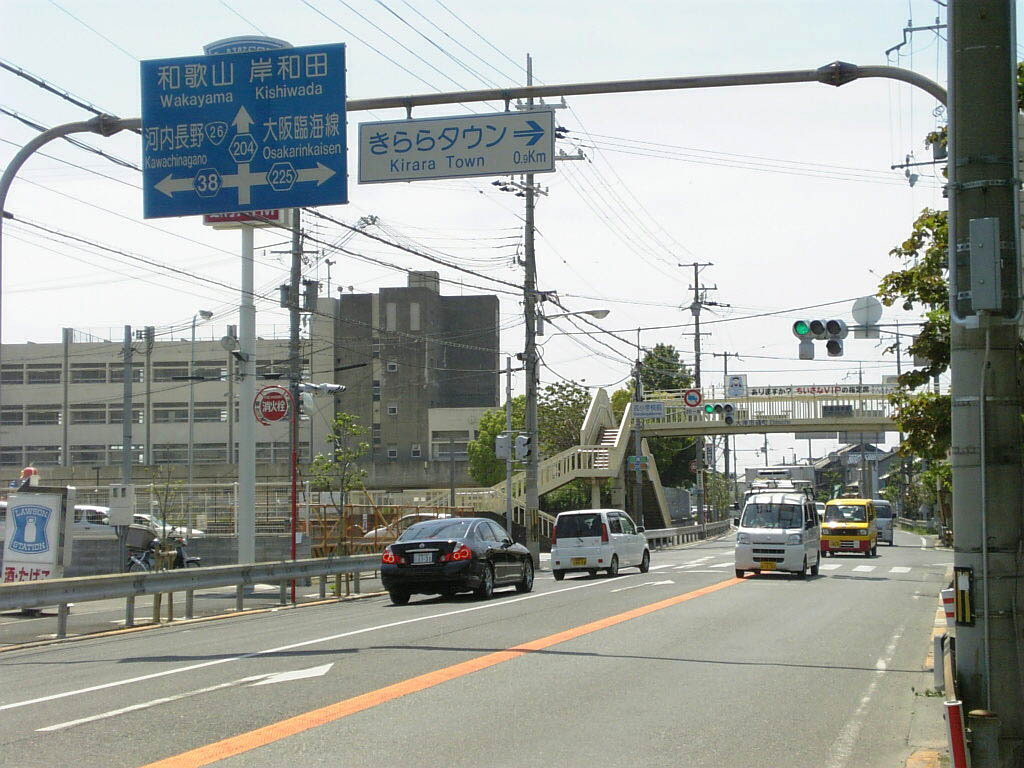
大阪府道204号堺阪南線
泉大津市戎町交差点付近

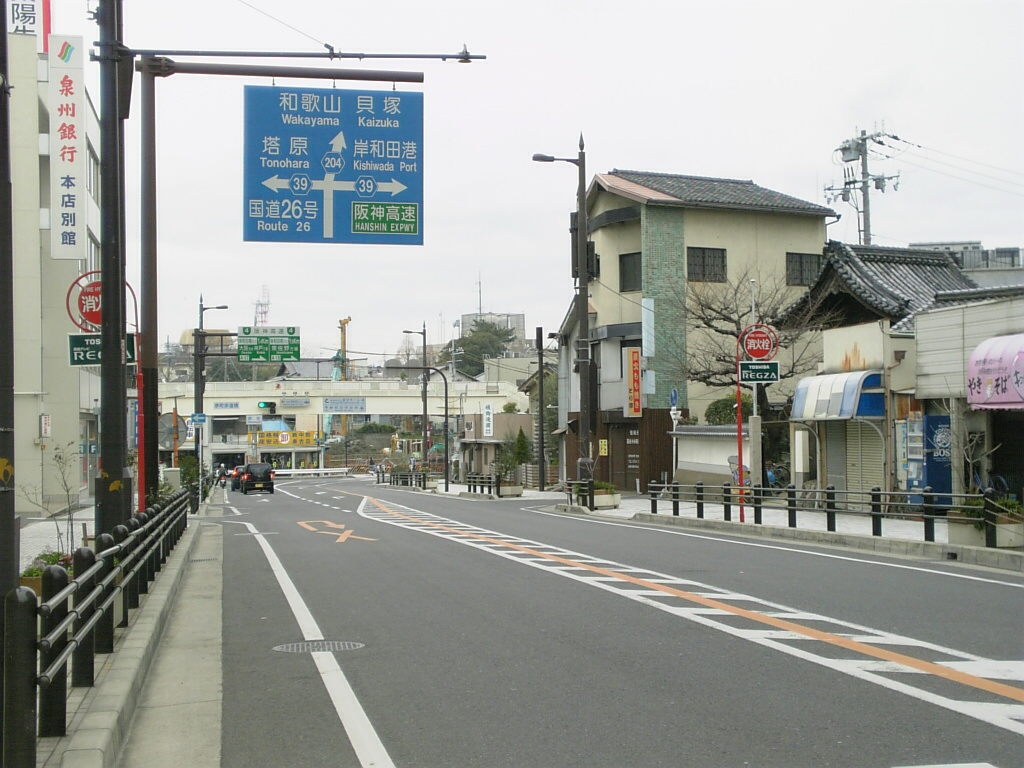
大阪府道204号堺阪南線
岸和田市堺町交差点付近

### 通過する自治体
- 大阪府
  - 堺市（堺区 - 西区） - 高石市 - 泉大津市 - 泉北郡忠岡町 - 岸和田市 - 貝塚市 - 泉佐野市 - 泉南郡田尻町 - 泉南市 - 阪南市

### 交差する道路
| 交差する道路                                                                                            | 交差する場所 | 交差する場所 | 交差する場所          | 交差する場所                      |
| --- | ------------ | ------------ | --------------------- | --------------------------------- |
| 国道26号 大阪府道2号大阪中央環状線 大阪府道34号堺狭山線 重複区間起点 大阪府道195号堺港線                | 堺市         | 堺区         | 大浜北町3丁           | 大浜北町交差点 / 起点             |
| 大阪府道29号大阪臨海線 大阪府道34号堺狭山線 重複区間終点                                                | 堺市         | 西区         | 浜寺石津町西2丁       | 石津北交差点                      |
| 大阪府道28号大阪高石線 / 旧道                                                                           | 堺市         | 西区         | 浜寺諏訪森町西3丁     | 諏訪森町西3丁交差点               |
| 大阪府道212号浜寺公園停車場線                                                                           | 堺市         | 西区         | 浜寺公園町2丁         | 浜寺公園駅前交差点                |
| 大阪府道28号大阪高石線 / バイパス                                                                       | 堺市         | 西区         | 浜寺公園町3丁         | 浜寺公園南交差点                  |
| 大阪府道213号羽衣停車場線                                                                               | 高石市       | 高石市       | 羽衣2丁目             | 羽衣交差点                        |
| 大阪府道219号信太高石線 / 新道                                                                          | 高石市       | 高石市       | 高師浜1丁目           |                                   |
| 大阪府道219号信太高石線 / 現道                                                                          | 高石市       | 高石市       | 千代田1丁目           | 高石交差点                        |
| 大阪府道220号高石停車場線                                                                               | 高石市       | 高石市       | 千代田3丁目           | 高石南交差点                      |
| 阪神高速4号湾岸線 大阪府道36号泉大津美原線                                                              | 泉大津市     | 泉大津市     | 助松町1丁目           | 助松町1丁目交差点 4-12 助松出入口 |
| 大阪府道38号富田林泉大津線                                                                              | 泉大津市     | 泉大津市     | 松之浜町1丁目         | 松之浜北交差点                    |
| 大阪府道36号泉大津美原線 / 現道                                                                         | 泉大津市     | 泉大津市     | 松之浜町1丁目         | 松之浜町交差点                    |
| 大阪府道38号富田林泉大津線 / 現道 大阪府道225号大津港線                                                 | 泉大津市     | 泉大津市     | 戎町                  | 戎町交差点                        |
| 大阪府道229号田治米忠岡線                                                                               | 泉北郡       | 忠岡町       | 忠岡南1丁目           | 忠岡町交差点                      |
| 大阪府道40号岸和田牛滝山貝塚線                                                                          | 岸和田市     | 岸和田市     | 磯上町1丁目           | 磯上南交差点                      |
| 大阪府道230号春木岸和田線                                                                               | 岸和田市     | 岸和田市     | 沼町                  | 沼町交差点                        |
| 大阪府道39号岸和田港塔原線                                                                              | 岸和田市     | 岸和田市     | 堺町                  | 堺町交差点                        |
| 大阪府道40号岸和田牛滝山貝塚線                                                                          | 貝塚市       | 貝塚市       | 脇浜1丁目             | 脇浜1丁目交差点                   |
| 和歌山県道・大阪府道64号和歌山貝塚線                                                                    | 貝塚市       | 貝塚市       | 澤                    | 二色の浜交差点                    |
| 大阪府道241号泉佐野熊取線                                                                               | 泉佐野市     | 泉佐野市     | 鶴原2丁目             | 鶴原駅下り交差点                  |
| 大阪府道20号枚方富田林泉佐野線 大阪府道29号大阪臨海線 大阪府道・和歌山県道63号泉佐野岩出線 重複区間起点 | 泉佐野市     | 泉佐野市     | 下瓦屋3丁目           | 井原の里駅下り交差点              |
| 大阪府道・和歌山県道62号泉佐野打田線                                                                    | 泉佐野市     | 泉佐野市     | 湊3丁目               | 湊交差点                          |
| 大阪府道247号土丸栄線                                                                                   | 泉佐野市     | 泉佐野市     | 栄町                  | 栄町交差点                        |
| 国道481号                                                                                               | 泉佐野市     | 泉佐野市     | 松原1丁目             | 空連道松原交差点                  |
| 大阪府道250号鳥取吉見泉佐野線                                                                           | 泉佐野市     | 泉佐野市     | 松原1丁目             | 松原1丁目交差点                   |
| 大阪府道248号日根野羽倉崎線                                                                             | 泉佐野市     | 泉佐野市     | 羽倉崎1丁目           | 羽倉崎交差点                      |
| 大阪府道251号新家田尻線                                                                                 | 泉南郡       | 田尻町       | 吉見                  | 吉見交差点                        |
| 大阪府道252号大苗代岡田浦停車場線                                                                       | 泉南市       | 泉南市       | 北野1丁目             | 北野交差点                        |
| 大阪府道・和歌山県道63号泉佐野岩出線 重複区間起点 大阪府道255号樽井停車場樽井線                         | 泉南市       | 泉南市       | 樽井2丁目             | 樽井交差点                        |
| 大阪府道・和歌山県道63号泉佐野岩出線                                                                    | 泉南市       | 泉南市       | 樽井3丁目             | 双子池北交差点                    |
| 大阪府道256号東鳥取南海線 重複区間起点                                                                  | 泉南市       | 泉南市       | 男里（おのさと）4丁目 | 男里川交差点                      |
| 大阪府道256号東鳥取南海線 重複区間終点 和歌山県道・大阪府道752号和歌山阪南線                            | 阪南市       | 阪南市       | 下出（しもいで）      | 下出北交差点 / 終点               |

### 交差する鉄道
- 南海高師浜線
- 南海空港線
- 南海本線

### 沿線
- 堺市立大浜中学校
- 南海本線
  - 湊駅 - 石津川駅 - 諏訪ノ森駅 - 浜寺公園駅 - 高石駅 - 北助松駅 - 泉大津駅 - 忠岡駅 - 春木駅 - 和泉大宮駅 - 岸和田駅 - 蛸地蔵駅 - 二色浜駅 - 鶴原駅 - 井原里駅 - 羽倉崎駅 - 吉見ノ里駅
- 阪堺電気軌道阪堺線 浜寺駅前停留場
- 浜寺公園
- 浜寺郵便局
- 高石警察署
- ほんみち本部
- 南海本線・南海高師浜線 羽衣駅
- JR西日本阪和線 東羽衣駅
- 南海高師浜線
  - 伽羅橋駅 - 高師浜駅
- 高石神社
- 泉大津警察署
- 忠岡町消防本部
- 岸和田自動車教習所
- 岸和田競輪場
- ラパーク岸和田
- 岸和田郵便局
- 池田泉州銀行泉州営業部（『■』(旧・泉州銀行本店)）
- 岸和田市立中央小学校
- 岸和田城
- 岸和田市役所
- 泉佐野市立北中小学校
- 大阪府立岸和田高等学校
- 岸和田だんじり会館
- いこらもーる泉佐野
- 南海本線・水間鉄道水間線 貝塚駅
- 南海本線・南海空港線 泉佐野駅
- 大阪府立りんくう翔南高等学校